# IC 4907
IC 4907 ist eine Spiralgalaxie vom Hubble-Typ Sc im Sternbild Teleskop am Südsternhimmel. Sie ist rund 671 Millionen Lichtjahre von der Milchstraße entfernt und hat einen Durchmesser von etwa 100.000 Lichtjahren. 

Im selben Himmelsareal befinden sich u. a. die Galaxien IC 4911, IC 4915, IC 4917, IC 4918.
Das Objekt wurde am 31. August 1904 von Royal Harwood Frost entdeckt.